# Společenská odpovědnost firem
Společenská odpovědnost firem (anglicky Corporate Social Responsibility – zkráceně CSR) je dobrovolné integrování sociálních a ekologických hledisek do každodenních firemních operací a interakcí s firemními stakeholders. Princip zahrnutí sociálních a environmentálních hledisek do strategie firmy (vedle primární orientace na vytváření zisku) se nazývá také trojí zodpovědnost.

## Společenská odpovědnost firem v praxi
Zásady, jež by měla ve své praxi dodržovat společensky odpovědná firma, lze rozdělit do třech složek trojí zodpovědnosti:

### Ekonomická oblast
V kodexu podnikatelského chování společnosti by měly být zahrnuty takové zásady jako:
- odmítnutí korupce (fair play bez úplatků)
- otevřenost vztahů a konktaktů s politickou a úřednickou reprezentací
- transparentnost finančních transakcí
- odpovědné plnění daňových povinností
- dobré vztahy se zákazníky, akcionáři, obchodními partnery
- ochrana duševního vlastnictví

### Sociální oblast
Do sociální oblasti činnosti společensky odpovědné firmy mohou patřit např.:
- filantropie
- komunikace se zainteresovanými osobami
- striktní dodržování lidských práv (dovolená, přesčasy, sickdays, benefity, nesnažit se nastavit minimální mzdu se slovy, venku čeká dalších 20 lidí)
- dodržování pracovních standardů

### Environmentální oblast
- šetrná produkce (včetně např. certifikace podle ISO 14000)
- ekologická politika na všech úrovních (např. využívání recyklovaného papíru v administrativě, nemusí se tisknout každý email, elektronické zálohy, třídění odpadu, využívání BIO složky, používání vratných obalů)
- ochrana využívaných přírodních zdrojů (čov)

## Benefity pro firmu
Být společensky odpovědnou firmou je v zájmu podniku samotného – odpovědné chování zvyšuje produktivitu práce a loajalitu zaměstnanců a přináší podniku dlouhodobě udržitelnou konkurenční výhodu. Předpokladem úspěchu je však systematický přístup, kdy odpovědné chování navazuje na obchodní strategii, hodnoty a poslání podniku. Jde o to, volit takové aktivity, které odpovídají charakteru podniku a očekávání klíčových stakeholderů neboli zainteresovaných osob. Praxe jasně ukazuje, že aktivity spojované se Společenskou odpovědností firem nejsou účinné bez osobního etického přesvědčení vedení i zaměstnanců, pravidelného vyhodnocování dopadů.

## Situace v České republice
Propagaci CSR (a dnes i trendu ESG) se v České republice začíná věnovat poměrně hodně organizací a firem. Tematikou nadnárodních korporací se zabývá organizace NaZemi, která na toto téma připravila i vzdělávací programy pro střední školy. Hlavním průkopníkem v prosazování CSR je organizace Frank Bold. Ta se snaží odhalovat zneužívání společenské odpovědnosti korporací ve prospěch jejich Public relations.
V České republice lze získat Standard odpovědné firmy, který uděluje Fórum dárců nebo ocenění Podnik Fair Play udílené iniciativou Etického fóra ČR. Od 1. 1. 2017 bude navíc pro české firmy povinný nefinanční reporting,[zdroj⁠?!] který má podobný záměr jako některé náročnější standardy CSR - poskytnout veřejnosti informace o dopadech činnosti velkých firem na životní prostředí a společnost, navíc se zahrnutím dodavatelského řetězce daných firem.
Největší iniciativou, která v Česku šíří povědomí o společenské odpovědnosti a Cílech udržitelného rozvoje od OSN (SDGs), je Asociace společenské odpovědnosti. V rámci své unikátní vize tvoří největší CSR platformu v České republice. Platforma hájí zájmy více než 300 členů z řad korporátního, neziskového, vzdělávacího i veřejného sektoru s cílem zvýšit jejich potenciál a kompetence v oblasti CSR a SDGs. Prostřednictvím aktivního dialogu se státem Asociace společenské odpovědnosti významně ovlivňuje a vytváří CSR politiku a agendu udržitelného rozvoje v Česku.